# Yuhuatai
Yuhuatai är ett stadsdistrikt i provinshuvudstaden Nanjing i Jiangsu-provinsen i östra Kina.